# Santa Quitéria
Santa Quitéria este un oraș în statul Ceará (CE) din Brazilia. Aici s-a stabilit João Pinto de Mesquita.